# Fay Muller
Esme Fay Muller (Laidley, 4 novembre 1933) è un'ex tennista australiana.

## Carriera
Ha raggiunto i risultati migliori nello Slam di casa, in singolare si è fermata per quattro volte nei quarti di finale mentre nell'edizione 1957 si è presentata in finale sia nel doppio femminile che nel doppio misto. Nella finale al femminile è scesa in campo con Mary Bevis Hawton ma sono state sconfitte in due set, nel doppio misto è riuscita ad alzare il trofeo insieme a Mal Anderson.
Al Roland Garros ha raggiunto tre semifinali nel doppio e una nel doppio misto mentre sull'erba di Wimbledon è riuscita a raggiungere la finale nel 1956 in coppia con Daphne Seeney ma sono state sconfitte in due set da Angela Buxton e Althea Gibson.

## Finali del Grande Slam

### Doppio femminile

#### Finali perse (2)
| Anno | Torneo                   | Compagna          | Avversarie in finale        | Punteggio |
| 1956 | Torneo di Wimbledon      | Daphne Seeney     | Angela Buxton Althea Gibson | 1–6, 6–8  |
| 1957 | Australian Championships | Mary Bevis Hawton | Shirley Fry Althea Gibson   | 2–6, 1–6  |

### Doppio misto

#### Vittorie (1)
| Anno | Torneo                   | Compagno         | Avversari in finale       | Punteggio     |
| 1957 | Australian Championships | Malcolm Anderson | Jill Langley Billy Knight | 7–5, 3–6, 6–1 |